# Jølster
Jølster é uma comuna da Noruega, com 671 km² de área e 2 963 habitantes (censo de 2004).         